# Kealakekua
Kealakekua is een plaats (census-designated place) in de Amerikaanse staat Hawaï, en valt bestuurlijk gezien onder Hawaï County.

## Demografie
Bij de volkstelling in 2000 werd het aantal inwoners vastgesteld op 1645.

## Geografie
Volgens het United States Census Bureau beslaat de plaats een oppervlakte van
19,5 km², waarvan 19,5 km² land en 0,0 km² water. Kealakekua ligt op ongeveer 0 m boven zeeniveau.

## Plaatsen in de nabije omgeving
De onderstaande figuur toont nabijgelegen plaatsen in een straal van 16 km rond Kealakekua.

## Geboren
- Ellison Onizuka (1946-1986), astronaut